# Pelclovo divadlo
Pelclovo divadlo je divadelní a kulturní instituce ve městě Rychnov nad Kněžnou, která byla založena na konci 19. století a nese jméno rychnovského rodáka, českého vlastence, pedagoga, filozofa a spisovatele Františka Martina Pelcla.

## Historie

### Počátky divadelnictví
Počátky divadelnictví v Rychnově nad Kněžnou sahají až do období národního obrození, konkrétněji do druhé poloviny 18. století, kdy se započaly hrát první činohry s náboženskou a později i se světskou tematikou, především pak hry od Václava Klimenta Klicpery a Josefa Kajetána Tyla. Počátkem 60. let 19. století, v době největší intenzity působení ochotnických herců v Rychnově nad Kněžnou, byla za podpory městské rady ustanovena první ochotnická divadelní společnost, která ale v průběhu 70. letech pro nečinnost ochotníků a nižší zájem veřejnosti zanikla. V roce 1877 však vznikla Divadelní ochotnická jednota Tyl, kde vystupovali především dobrovolní herci z řad studentů, ale i z řad měšťanstva. Tehdy však Pelclovo divadlo ještě neexistovalo, a proto byli účastníci nuceni hrát po hostincích např. U Labutě či U Slunce.

### Kamenné divadlo
První myšlenky na založení vlastního divadla lze datovat od vzniku Divadelní ochotnické jednoty Tyl, kdy do stavebního fondu přispívali jak herci, tak i divadelní nadšenci, mezi které patřil i místní hrabě Zdeněk Libštejnský z Kolowrat. Roku 1881 byl vytvořen speciální spolek pro výstavbu Pelclova divadla. Teprve až v roce 1896 spolek získal dostatek finančních prostředků na stavbu. Tu dostal na starost architekt Josef Stauberg, který stavbu dokončil v roce 1897, kdy bylo divadlo i poprvé otevřeno. Na výzdobě divadla se podílela řada umělců, např. sochař František Hergesel, který nad jevištěm zhotovil reliéf Františka Martina Pelcla s Historií nalevo a múzou Thálií napravo. Prostory divadla byly původně osvětleny petrolejovými lampami a dvacetiramenným lustrem. Na elektrifikaci si divadlo muselo počkat až do roku 1910. O čtyři roky později se v Pelclově divadle poprvé promítalo v nově založeném biografu.
V dobách socialismu spadalo divadlo pod správu Městského národního výboru v Rychnově nad Kněžnou, který přejmenoval budovu Národního domu, jejíž součástí je i Pelclovo divadlo, na Dům osvěty.
Roku 2005 bylo divadlo uzavřeno z důvodu rekonstrukce. Rekonstrukce byla potřebná hned z několika důvodů, ovšem hlavní příčinu představovaly olověné trubky, které začaly po více než 100 letech praskat. Hrozilo vytopení divadla. V roce 2007, kdy už byla hrubá stavba dokončena, převzala rekonstrukci firma DAN. Ta měla na starost především rekonstrukci interiéru, včetně balkonu a portálu, se kterými měli stavitelé největší potíže. Divadlo se slavnostního otevření dočkalo o rok později, tedy v roce 2008.

## Současnost
V současné době se v divadle nachází dva sály. V malém sále se odehrávají různé konference, školení a semináře, zatímco v prostorách velkého sálu se odehrávají nejen divadelní představení, ale i taneční kurzy, koncerty, festivaly např. Poláčkovo léto či jiné kulturní a společenské akce např. Rychnovská osmička.

## Popis divadla
Pelclovo divadlo v Rychnově nad Kněžnou je patrová novorenesanční stavba architekta Josefa Stauberga, která tvoří zadní část Národního domu. K divadlu se leze dostat pomocí průchodu z Panské ulice na nádvoří před divadlem či přes restauraci Národní dům, která obě části stavby propojuje. Její hlavní fasáda je dominantně členěná centrálním rizalitem, což je průčelí části budovy, kterou prolomují tři vchody chráněné prosklenou markýzou na kovovém rámu. Přízemí fasády je ozdobeno bosáží a římsou, v prvním patře se nacházejí okna s půlkruhovými záklenky, oddělená polosloupy s jónskými hlavicemi. Celou stavbu uzavírá štuková římsa. Interiér zahrnuje vestibul, šatny a místnosti pro Občanskou besedu. Za jevištěm, vystavěného dle plánu od Romana Skály, se nachází první boční šatna pro herce a další vystupujícím. Celkovou kapacitu hlediště tvoří 530 míst, z toho 400 sedadel a 130 míst na stání. Na balkon se vejde dalších 60 diváků. Sál je vybaven parketovou podlahou, štukovým stropem a dvanáctiramenným lustrem. Ozdobu velkého sálu tvoří reliéf Františka Martina Pelcla s postavami Historie a Thálie od sochaře Františka Hergesla.
Divadlo se nachází na Panské ulici směrem ze Starého náměstí na Poláčkovo náměstí. Díky své poloze v centru Rychnova nad Kněžnou je divadlo snadno přístupné.